# Артилерійська міна

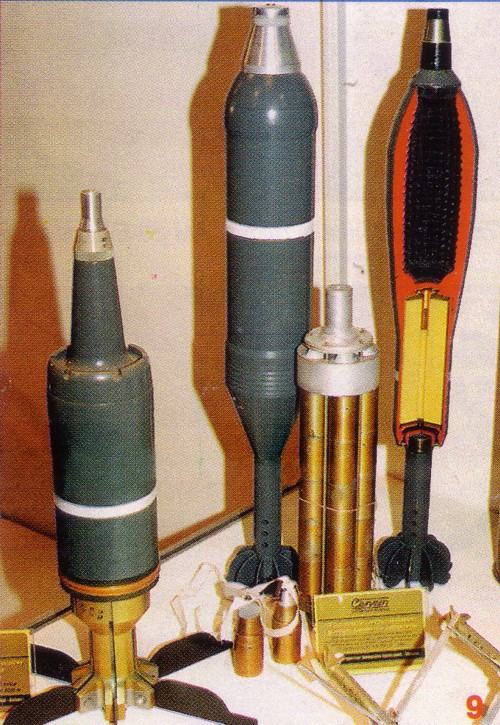

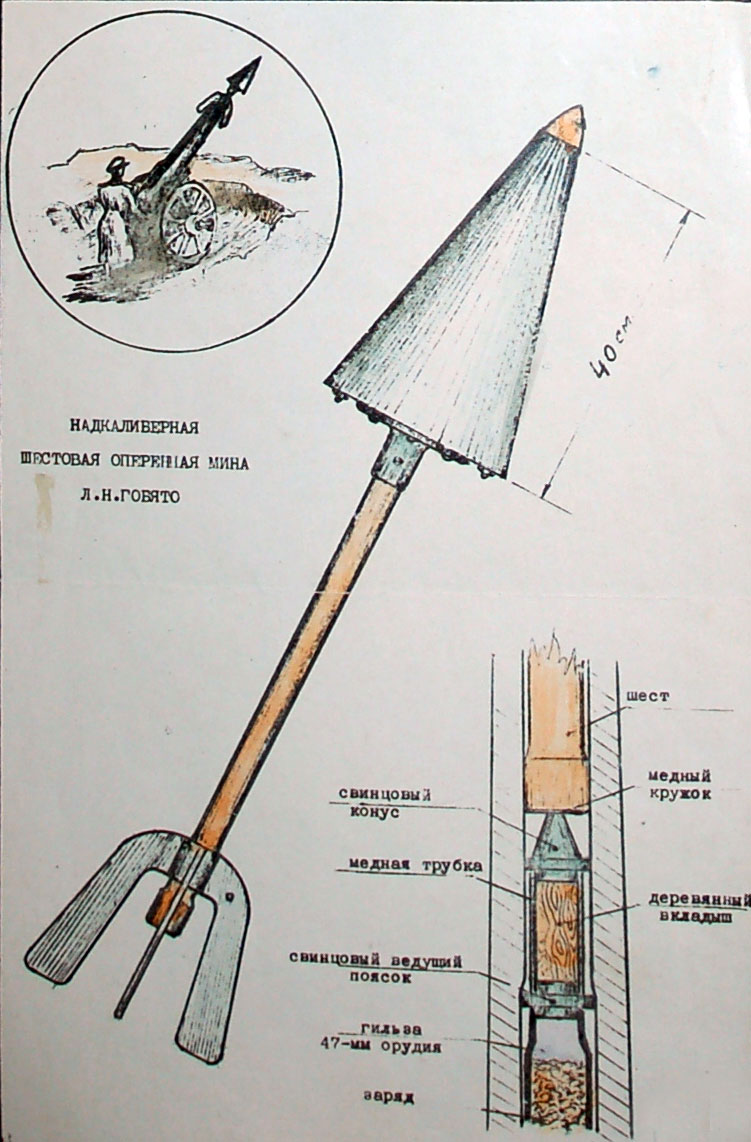
Міномет Гобято

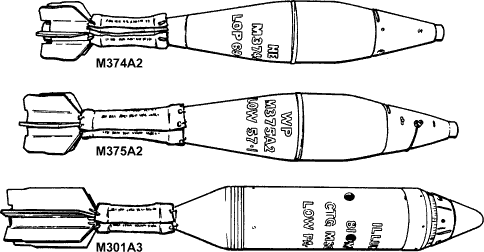
81 мм (міни)

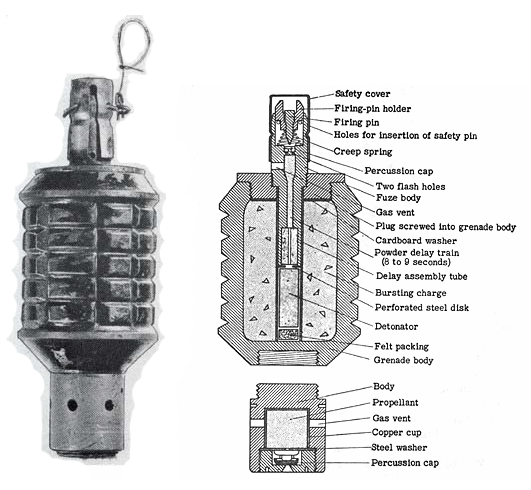
Японська граната Тип 91 зі знімною допоміжною трубкою, могла використовуватись як мінометна міна для колінного міномета, а після зняття допоміжної трубки — як ручна граната

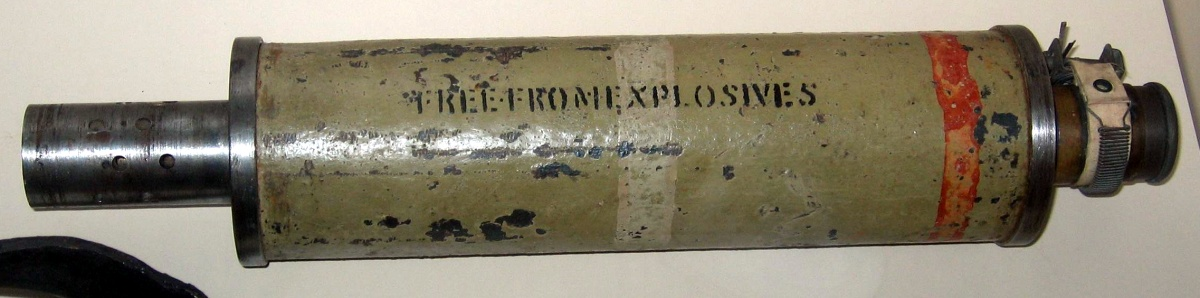
Мінометна міна без оперення

Артилерійська міна або Мінометна міна — боєприпас, призначений для стрільби з міномета. Артилерійська міна не є снарядом.

## Етимологія
Назва «міна» походить, ймовірно, від фр. mine — шахта, підкоп, чи від пізньолат. mina (спочатку для руйнування стін фортець застосовували підкопи, пізніше, з винайденням пороху — підкопи з закладеною вибухівкою). Поступово назва перейшла на всі нерухомі боєзаряди, які вибухають при наближенні супротивника — не лише ті, що закопують в ґрунт, але і наземні та морські. Мінометна міна названа так тому, що першими боєприпасами для міномета були морські міни.
У війні з 2014 року, міни до мінометів прозвали «кабачками».

## Види мін та термінологія
Мінометні міни використовуються з різною метою. Окрім фугасних мін існують хімічні, запалювальні, освітлювальні, агітаційні та інші. Міномет Лівенса часто називають «газометом» тому, що з нього випускались балони з отруйними газами. Самохідна артилерійська установка «штурмтигр» називається «бомбометом», оскільки вона стріляла ракетними снарядами. Міна агітаційна не розривається, а просто на певній висоті спрацьовує заряд і вона розкривається, вміст (листівки та інше) розсіюються по місцевості. В освітлювальних мін у верхній частині траєкторії викидається парашут та запаюється освітлювальний заряд.
- Заряди до мінометів:
  1. З осколковою міною
  2. З уламково-фугасною міною
  3. З димовою міною
  4. З запалювальною міною
  5. З активно-реактивною фугасною міною
  6. З уламковою касетною активно-реактивною міною
  7. З освітлювальною міною[3]

## Історія
81-мм міномет системи капітана Стокса— англійський міномет часів першої світової війни використовував міну, яка хаотично переверталась в польоті для кращого розкиду отруйних газів в окопах супротивника. Міна Стокса мала конструкцію циліндричної форми, заповнену вибухівкою чи отруйними речовинами. До нижньої частини міни кріпилась порожниста трубка меншого, ніж міна, діаметра — патронник з вогнепередавальними отворами. В трубку вставлявся картонний мисливський патрон 12 калібру без дробу. Зверху на патронник надягались додаткові порохові заряди кільцевої форми. Дальність стрільби залежала від кількості кілець, хоча при стрільбі на мінімальну дистанцію міна могла використовуватись без них.
Після Першої світової війни у Франції проектуванням мінометів зайнялась фірма Брандт. В результаті шестирічних досліджень її конструктори дійшли висновку, що канал дула міномета повинен бути гладким, і, використовуючи схему запалювання Стокса, надали снаряду для забезпечення стійкості в польоті краплеподібну форму зі стабілізатором.
Виготовлений 81-мм міномет Стокса-Брандта став прототипом сучасних батальйонних мінометів більшості армій.

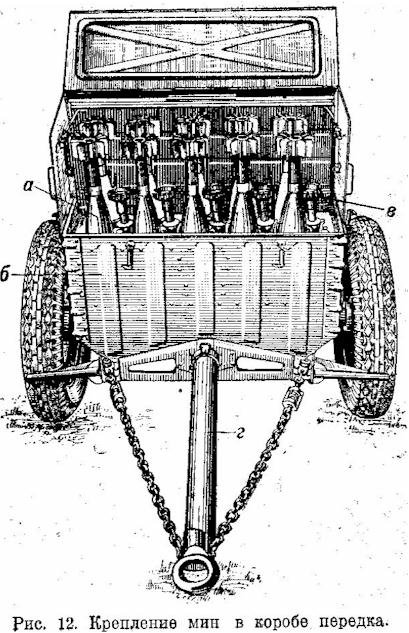
Передок 120-мм міномета зр. 1938 р.